# Medalha de Comportamento Exemplar (Civil)
A Medalha de Comportamento Exemplar é uma condecoração civil portuguesa que é conferida aos elementos da Polícia de Segurança Pública que servem ao longo da sua carreira profissional com exemplar conduta moral e disciplinar e comprovado espírito de lealdade.
A Medalha foi criada em 30 de novembro de 1926, tendo sido reformulada em 12 de maio de 1982. É outorgada pelo Governo de Portugal, mediante despacho do Ministro da Administração Interna e por proposta dos Comandos de cada Força e Serviço de Segurança. 

## Graus
A Medalha de Comportamento Exemplar compreende 3 graus:
- Medalha de Ouro
- Medalha de Prata
- Medalha de Cobre